# Dactylocladius islandicus
Dactylocladius islandicus är en tvåvingeart som först beskrevs av Jean-Jacques Kieffer 1913.  Dactylocladius islandicus ingår i släktet Dactylocladius och familjen fjädermyggor.
Artens utbredningsområde är Island. Inga underarter finns listade i Catalogue of Life.